# Святица (приток Виги)
Святица — река в России, протекает в Костромской и Вологодской областях по территории Чухломского и Бабушкинского районов. Устье реки находится в 14 км от устья Виги по левому берегу. Длина реки составляет 26 км, площадь водосборного бассейна — 99,6 км².

## Данные водного реестра
По данным государственного водного реестра России относится к Верхневолжскому бассейновому округу, водохозяйственный участок реки — Унжа от истока и до устья, речной подбассейн реки — Бассей притоков Волги ниже Рыбинского водохранилища до впадения Оки. Речной бассейн реки — (Верхняя) Волга до Куйбышевского водохранилища (без бассейна Оки).
Код объекта в государственном водном реестре — 08010300312110000015204.